# Starý rybník (přírodní památka)
Starý rybník byla přírodní památka na východním okraji Starého Plzence v okrese Plzeň-město. Důvodem jejího vyhlášení dne 14. října 1948 byl výskyt botanicky cenných společenstev vodních a mokřadních rostlin. Chráněné území bylo 1. července 2012 zrušeno.